# Webcor Builders Cycling Team
L'equip Webcor Builders Cycling Team (codi UCI: WEB) va ser un equip ciclista professional estatunidenc de categoria Continental. Va competir de 2003 a 2005.

## Principals victòries
- Univest Grand Prix: Ted Huang (2003)
- Redlands Classic: Chris Horner (2004)

### Grans Voltes
- Tour de França
  - 0 participacions
- Giro d'Itàlia
  - 0 participacions
- Volta a Espanya
  - 0 participacions

## Classificacions UCI
Fins al 1998 els equips ciclistes es trobaven classificats dins l'UCI en una única categoria. El 1999 la classificació UCI per equips es dividí entre GSI, GSII i GSIII. D'acord amb aquesta classificació els Grups Esportius I són la primera categoria dels equips ciclistes professionals. La següent classificació estableix la posició de l'equip en finalitzar la temporada.
| Temporada | Classificació per equips | Millor ciclista en la classificació individual |
| --------- | ------------------------ | ---------------------------------------------- |
| 2003      | 59è (GSIII)              | Steve Larsen (1411è)                           |
| 2004      | 39è (GSIII)              | Charles Dionne (468è)                          |

L'equip participa en les proves dels circuits continentals i principalment en les curses del calendari de l'UCI Amèrica Tour.
UCI Amèrica Tour
| Temporada | Classificació per equips | Millor ciclista en la classificació individual |
| --------- | ------------------------ | ---------------------------------------------- |
| 2005      | 8è                       | Charles Dionne (24è)                           |